# Astérix en Córcega
Astérix en Córcega (en francés: Astérix en Corse) es la historieta número 20 de la serie Astérix el Galo. 
Los autores, el guionista René Goscinny y el dibujante Albert Uderzo, viajaron a Córcega para documentarse, preparación que tuvieron juntos solo para este álbum; años más tarde, Uderzo haría lo mismo por su cuenta para La odisea de Astérix (L'Odyssée d'Astérix, 1981).
La historieta Astérix en Córcega fue publicada de manera seriada en la revista Pilote desde el número 687 (4 de enero de 1973) hasta el 708 (31 de mayo del mismo año). Ese mismo año, fue publicada por la editorial Dargaud en álbum encuadernado en cartoné.
Hoy en día, se ocupa de las reediciones de este álbum, como del resto, la casa Hachette Livre, que compró los derechos en diciembre del 2008 a Albert Uderzo y a la hija del guionista, Anne Goscinny.
Como es habitual en esta serie de aventuras, en Astérix en Córcega abunda la exposición y la caricatura amables de los estereotipos raciales y culturales. Por esa misma razón, en las ediciones griegas, los personajes corsos hablan en dialecto cretense (Κρητική διάλεκτος o Κρητικά), y, en las serbias, en montenegrino, por entenderse que los estereotipos de los habitantes de Córcega, Creta y Montenegro son similares. La editorial griega Mamouthcomix (Μαμουθ Κόμιξ) publicó una edición especial del álbum en cretense.
La traducción española es obra de Víctor Mora. 

## Argumento
Astérix y Obélix acompañan a un prisionero de los romanos a su tierra, Córcega, para ayudarle a impedir que el pretor de la isla lleve a Roma el producto de su pillaje. 

## Preámbulo del álbum
En el álbum de esta aventura, se rompe la costumbre de la presentación de los personajes de la aldea gala y del plano de los campamentos romanos de la zona. En lugar de la presentación habitual, Goscinny y Uderzo ofrecen un preámbulo.
Y en lugar del plano de los campamentos cercanos a la aldea gala, los autores nos ofrecen un plano de los de Córcega. Entre los nombres inventados para ellos por Goscinny, encontramos en el cabo del nordeste el de Tartopum, que confundió con Babaorum el personaje de Julio César en la aventura Astérix en Hispania; en el noroeste, en la marina de Porto, vemos el campamento de Mariapacum.

## Desarrollo de la trama

### En Armórica
En la aldea gala de Armórica donde viven los protagonistas de la serie, los niños están jugando a lo mismo a lo que juegan los mayores: a galos contra romanos.
Karabella los espanta para poder preparar con las otras mujeres el banquete de celebración de la victoria de Vercingétorix en la Batalla de Gergovia. Para la ocasión, los habitantes del poblado han invitado a los amigos que se han distinguido en la lucha contra los romanos.
En el campamento de Babaorum (llamado en esta ocasión Pastelalrhum), el centurión Gazpachoandalus se dispone a hacer con su guarnición una salida que simula ser de maniobras para evitar la paliza que pueden llevarse con objeto de la celebración gala. En ese momento, llega otro centurión que trae un prisionero corso, y pide a Gazpachoandalus que se encargue de su custodia teniéndolo en el campamento hasta el día siguiente.
Mientras tanto, a la aldea gala comienzan a llegar los invitados, amigos conocidos de otras aventuras. El primero en llegar es Petisuix. A continuación llegan Sopalajo de Arriérez y Torrezno, su esposa y su hijo Pepe. Tras ellos llega Jabalix. Llegan también los «bretones» (britanos) Buentórax, Zebigbos, Otorrinolaringóloguix, Macanoterapix y Relax, más las esposas de tres de ellos. Tras los bretones, entran en la aldea los galos Pepix y su esposa, César y la suya, Canárix, y Alambix y su esposa.
Los hombres se reúnen en una sala y recuerdan sus peripecias entre risotadas. En otra sala, las mujeres hablan de otros asuntos: la hispana dice que ella siempre guisa con aceite de oliva, y una de las «bretonas» responde que prefiere el uso «de la hirviente agua», que le da muy buen gusto a todo. 
El jefe de la aldea gala, Abraracúrcix, deseoso de ofrecer una buena pelea a los invitados, envía a Astérix y a Obélix a hacer un reconocimiento de las guarniciones romanas que hay en las cercanías, ya que, cuando es el aniversario de la Batalla de Gergovia, los romanos de esos campamentos suelen esconderse. Los dos amigos parten de la aldea con esa misión, y van viendo que los campamentos están abandonados. Astérix ya está pensando que habrá que entretener a los invitados jugando a las charadas, hasta que los dos amigos llegan a Pastelalrhum, y, desde fuera, por la conversación a gritos que hay dentro se enteran de que los miembros de esa guarnición van a quedarse en el campamento. Ya animados, Astérix y Obélix vuelven a la aldea para dar la buena noticia.
Los aldeanos y los invitados beben la poción mágica del druida Panorámix y se encaminan al campamento.
En él, para poder irse con su guarnición, el centurión intenta soltar al prisionero corso, pero este se empeña en dormir la siesta.

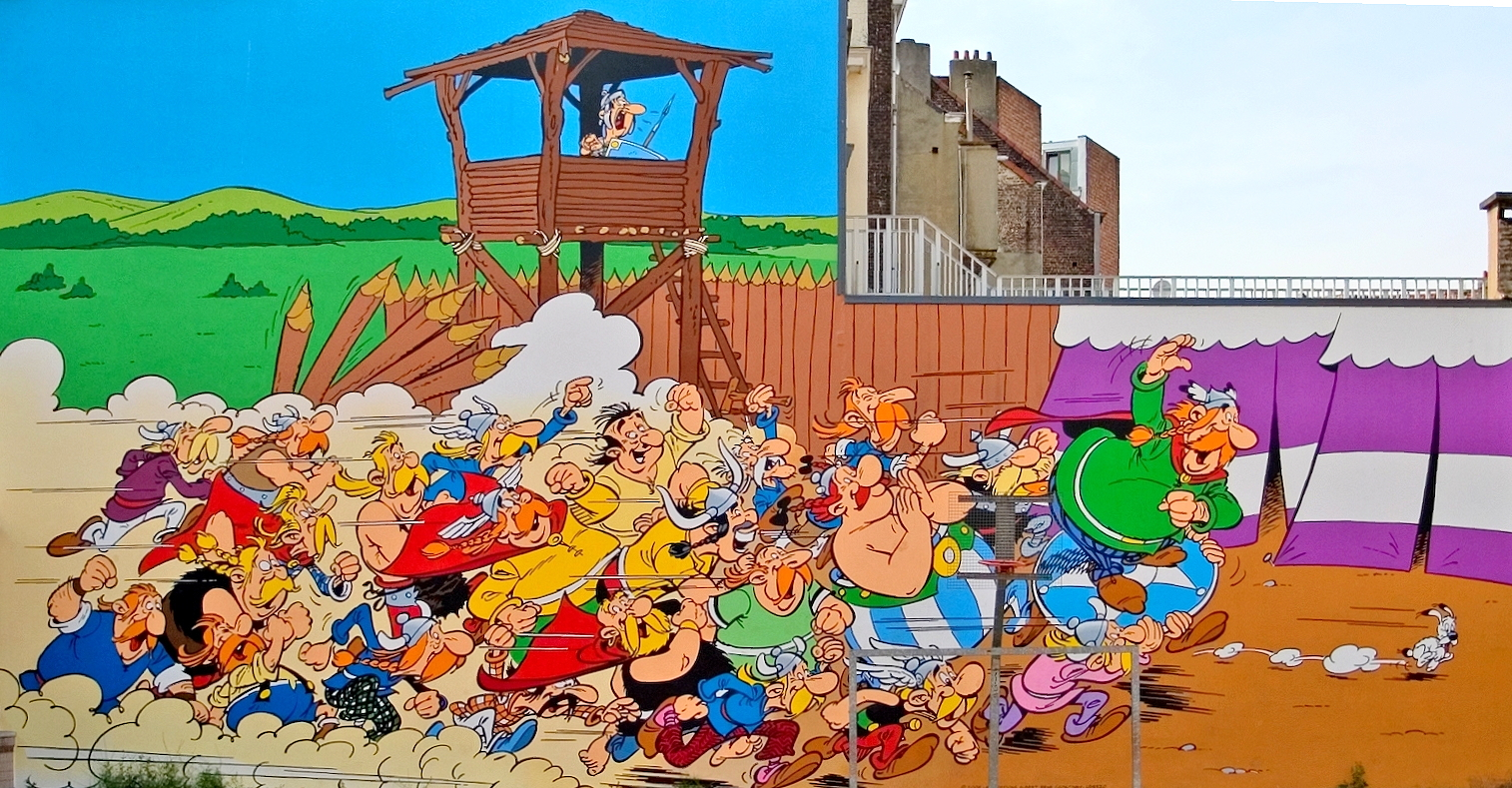
Este mural de Bruselas es una recreación de la entrada de los galos y sus invitados en el campamento de Pastelalrhum.

Llegan los galos y sus invitados, y cuando ya llevan un rato atizando a los romanos encuentran al prisionero, que acaba de levantarse de la siesta. Dándose cuenta de que no es romano, le preguntan quién es, y él les hace saber su condición de prisionero y su nombre: Ocatarinetabellatchitchix. Este personaje está inspirado en el periodista corso Paul Gianolli, que trabajaba en Pilote. De la Guía del trotamundos (Guide du routard) se tomó el rostro de un mesonero de Bonifacio llamado Mimi Pugliesi.
Ya de vuelta en la aldea, se celebra otro banquete, y el corso cuenta lo que ocurre en su país: Córcega es una provincia romana en la que gobierna un pretor cada año. Durante ese período, el pretor se dedica al pillaje con la excusa de los impuestos. Pero cada vez, Ocatarinetabellatchitchix y sus hombres recuperan lo que ha robado el pretor y ha guardado en los almacenes.
El pretor actual, Sudalagordus, apresó a Ocatarinetabellatchitchix aprovechando que estaba durmiendo la siesta, y lo condenó al exilio. Pero, gracias a que ha sido rescatado, el corso podrá volver a su tierra para intentar quitarle el botín al pretor antes de que se lo lleve a Roma. Astérix y Obélix acompañarán a Córcega al rescatado.

### En Massilia
Los dos galos y el corso llegan al puerto de Massilia. El dibujo del juego de petanca en el puerto es una alusión a la película de 1932 Fanny. Ocatarinetabellatchitchix se dirige a la taberna de su paisano Cafeconlex. Allí, el tabernero se mete con él en la trastienda y hace salir para ocuparse de la atención al público a su esposa Bajaltono. Ocatarinetabellatchitchix pone al corriente de su historia a su paisano, que le dice que hay en la taberna unos clientes que parecen marinos dispuestos a todo. Salen los dos corsos para hablar con esos marinos, que resultan ser los piratas de tantas aventuras de los galos. El capitán Barbarroja, que aún no ha visto a Astérix y a Obélix, acepta llevar a los pasajeros siempre que lleven consigo algo de oro para los gastos.
Ya en el barco, Barbarroja cuenta a sus hombres su plan de convertir el acostumbrado abordaje en un «desbordaje»: los pasajeros irán a parar al mar despojados de su oro. Baba, el negro que hace de vigía en el carajo y que también ha tomado la costumbre de Patapalo de decir frases latinas, apostilla «o tempora, o mores».
Ya por la noche, el corso y los dos galos se acercan al barco, y el primero pronuncia la consigna acordada «Vienivienivieni».

### La travesía
Habiendo zarpado y ya dormidos los pasajeros, los piratas se disponen a despojarlos. Al alumbrar con la antorcha y darse cuenta de quiénes son dos de los durmientes, Barbarroja y sus hombres abandonan el barco en un bote. Baba suelta otra frase latina «errare humanum est».
Al día siguiente, los pasajeros despiertan y ven que están solos. Entonces, el corso invita a los galos a que bajen y prueben un queso de su tierra que le ha dado su paisano el tabernero. El olor de la vianda es tan fuerte que los galos se marean, pero el corso acierta a distinguir otros aromas que llegan por el mar. El corso se echa al agua, seguido por sus compañeros de viaje.

### En Córcega

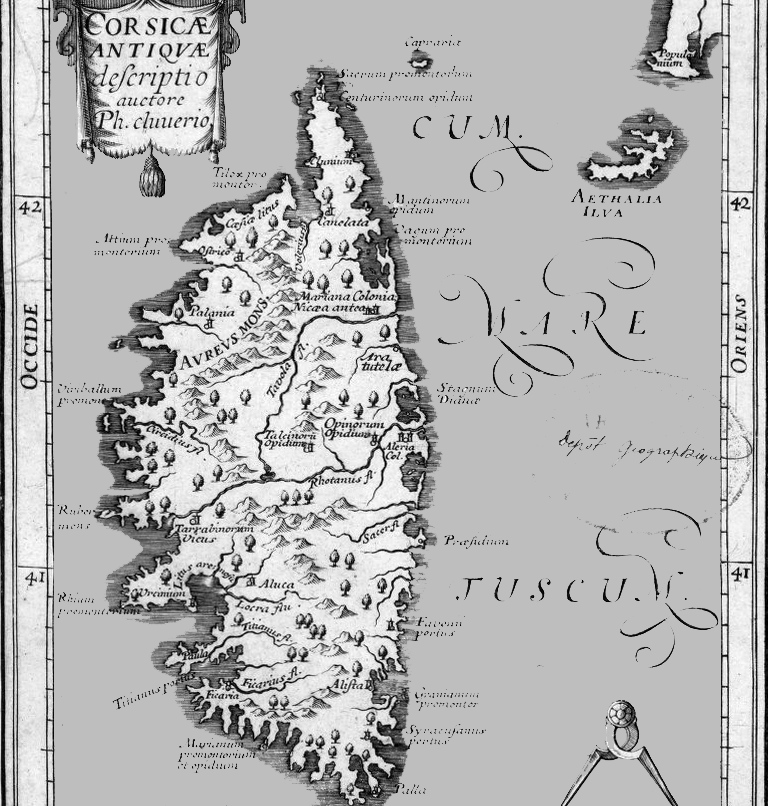
Mapa de Córcega en la antigüedad.

Desde la playa, el legionario voluntario Cienciainfus ha visto a los viajeros arrojarse al mar y nadar hasta la orilla, y quiere ir a informar al centurión. El personaje es una caricatura de los alumnos de la Escuela Especial Militar de Saint-Cyr. Su compañero de ronda, veterano que además no es voluntario, intenta que el entusiasta joven vaya un poco más despacio. Dado ya el aviso, el centurión acepta ir a hacer una inspección. Desde el barco ven que no muy lejos hay varios individuos en un bote, pero el centurión prefiere hacer un parte cada vez. Los individuos del bote son los piratas, que, al ver que los romanos abandonan la nave, deciden ir a recuperarla. Pero temen que los galos puedan estar escondidos en ella. Ahora es Patapalo quien suelta una frase latina «felix, qui potuit rerum cognoscere causas». 
A la hora de subir a la nave, algunos piratas siguen sin tenerlas todas consigo.
Ya en el barco, Patapalo dice que abajo hay algo que huele raro, y el capitán pide voluntarios para que averigüen de qué se trata; como nadie se presta, arroja una antorcha y el barco salta por los aires.
En la playa, el centurión dice que ya nada hay que hacer por allí. El voluntario señala a los piratas, que acaban de llegar a la playa chamuscados, y el centurión, como castigo, le manda conducirlos hasta Aleria.
Mientras tanto, el corso y los dos galos se han adentrado en el bosque y van de camino al pueblo del primero. Ven a alguien tumbado bajo un árbol, y Astérix pregunta si es del pueblo. Ocatarinetabellatchitchix le dice que es el druida Patológix, que ha salido a recoger muérdago... y espera que caiga.

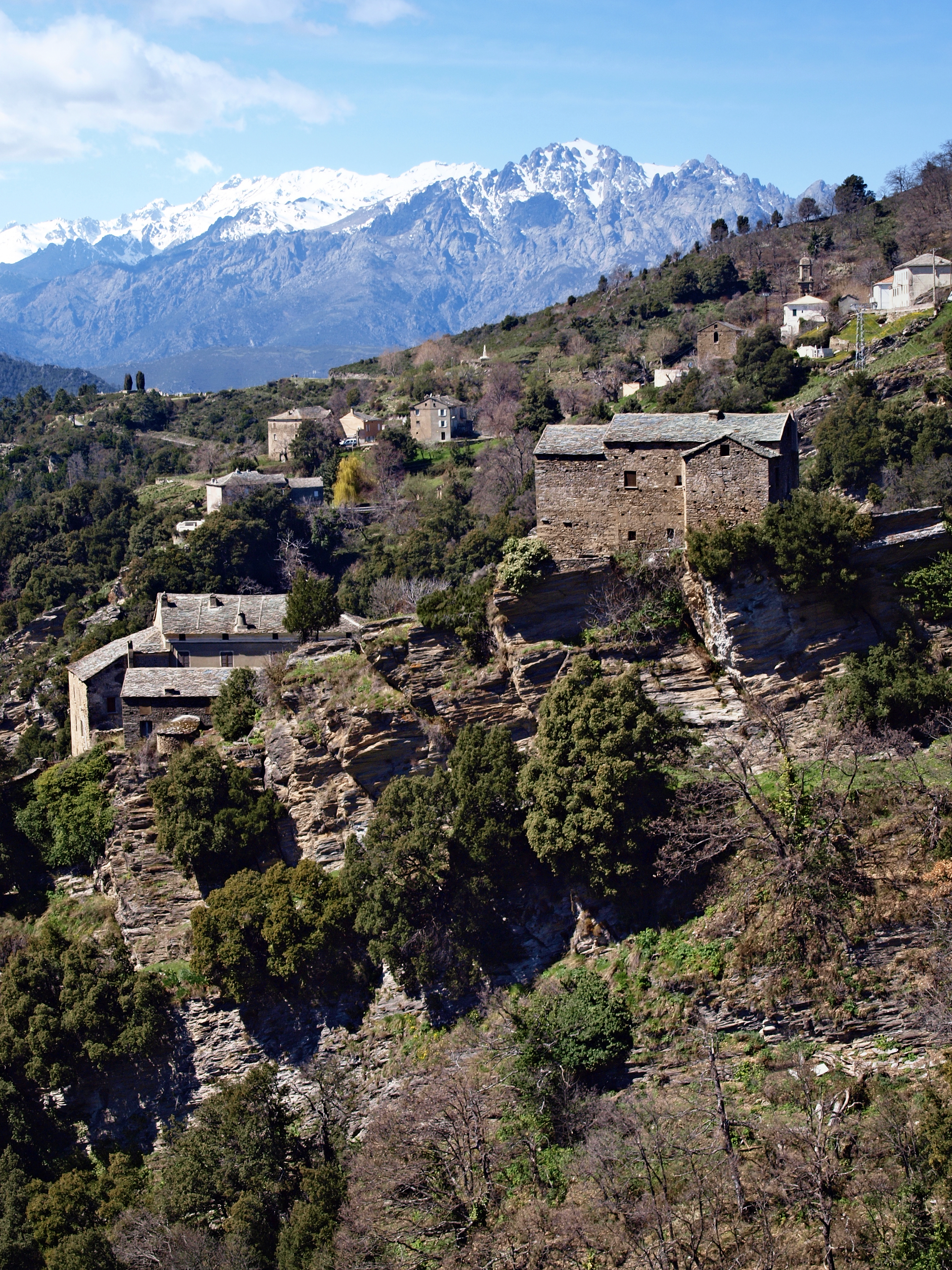
Viviendas rurales en Corcega.

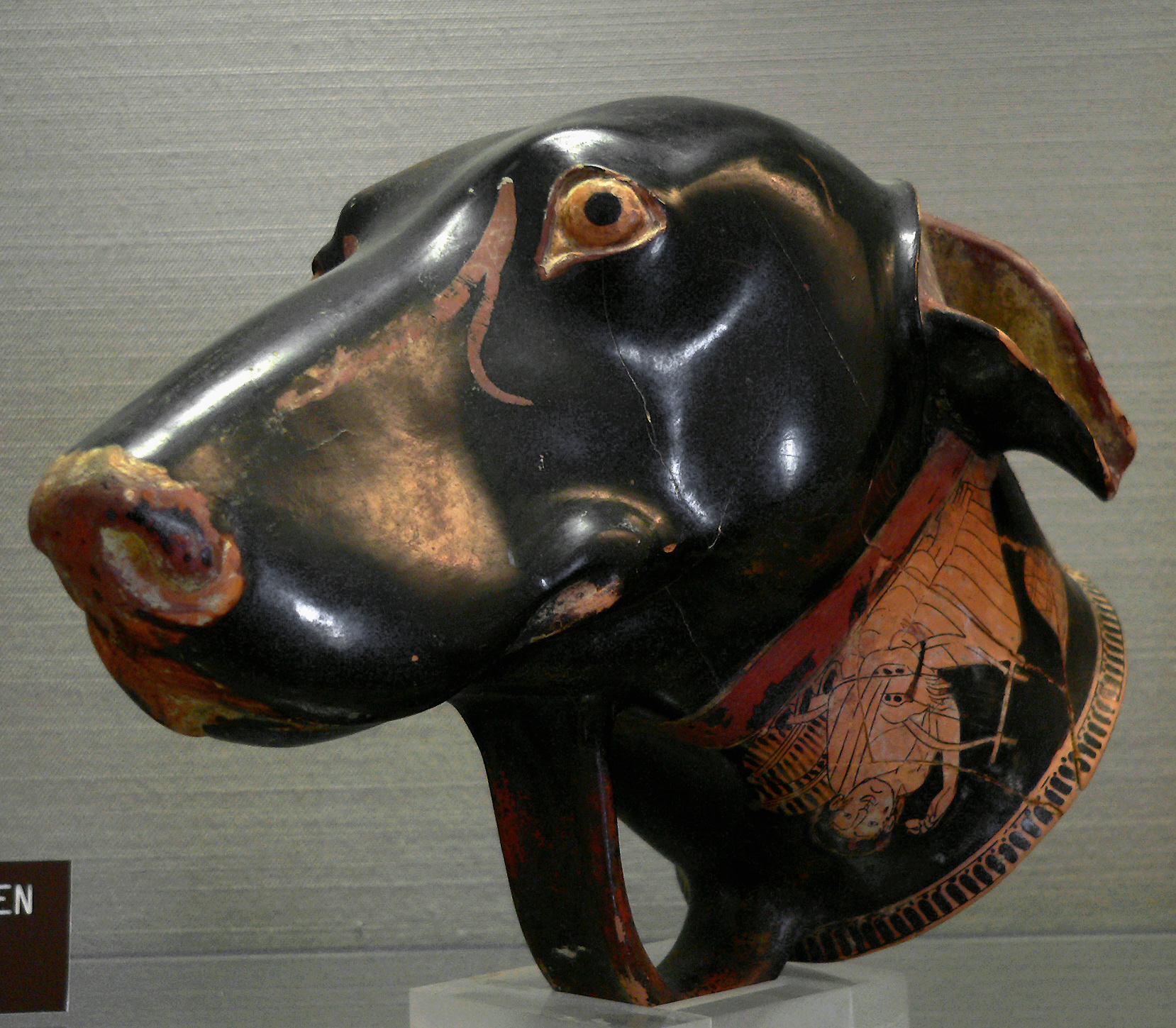
Ritón con forma de cabeza de perro. Principios del siglo V a. C., en la historieta, varios perros tienen cabezas similares a ésta.

Llegados al pueblo, Obélix ve unos animales que llama jabalíes domésticos, pero Ocatarinetabellatchitchix le dice que son cerdos salvajes. A la entrada del lugar, hay unos viejos sentados en un banco, y los acompañan unos perros que sestean. El exiliado que acaba de regresar es recibido por Hermanocorsix, que le cuenta que ya iban a celebrar las elecciones para escoger nuevo jefe, y que las urnas ya están llenas. Astérix quiere saber por qué están llenas las urnas antes de las elecciones, y le cuentan la costumbre local: primero se llenan las urnas, luego se tiran al mar y después gana el más fuerte. El pasaje alude a la corrupción en las elecciones corsas. Hermanocorsix invita a los recién llegados a entrar en su casa para comer cerdo salvaje.
Durante la comida, los galos se enteran de que el pretor Sudalagordus se dispone a regresar a Roma, y queda, pues, poco tiempo para arrebatarle el botín. Se precisa la ayuda de los otros clanes, y Ocatarinetabellatchitchix estaba intentando reunirlos cuando fue capturado en el pueblo de Figatelix. El clan del uno y el del otro están enfrentados desde hace generaciones por motivos que no están muy claros, pero, como dice Hermanocorsix, «en todo caso, es muy grave».

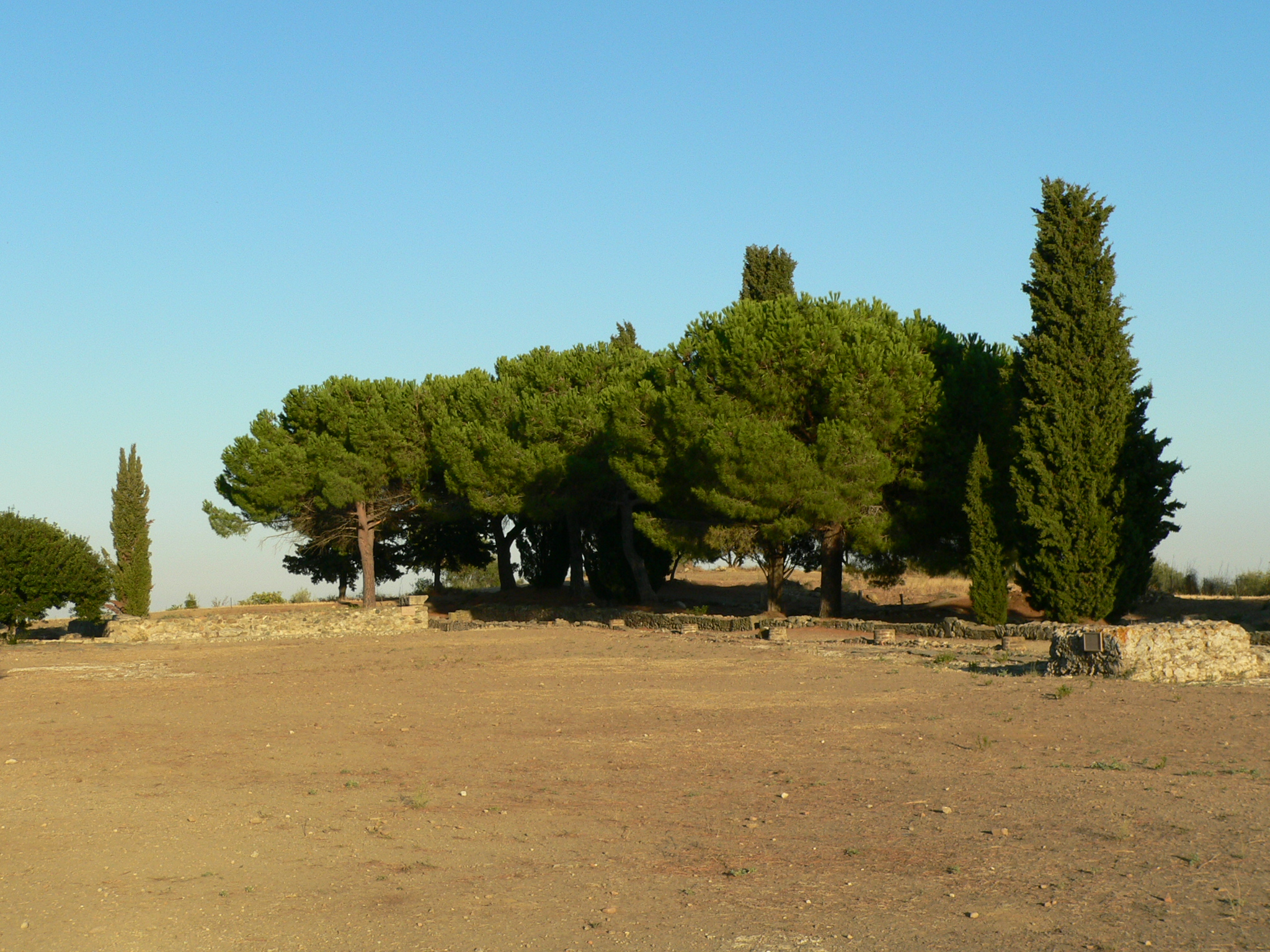
Foro romano de Aleria.

En Aleria, el pirata Barbarroja, llevado por el voluntario, es recibido por el pretor Sudalagordus. En la historieta, Louis de Funès aparece en vaga caricatura como el personaje del pretor romano Sudalagordus. El romano se entera por Barbarroja de que han llegado a Córcega tres hombres que hicieron explotar el barco pirata valiéndose de un queso. El pretor entiende que ha de tratarse de un queso corso, y en seguida se entera de que Ocatarinetabellatchitchix está de vuelta. El voluntario se ofrece para capturarlo, y el pretor manda que toquen fajina para obtener más «voluntarios» con rapidez.
El legionario voluntario Cienciainfus dirige la expedición compuesta por él y por los demás «voluntarios», que van quejándose de que les hayan puesto a seguir a un loco y de cómo han llegado al ejército y hasta Córcega; uno dice que fue emborrachado por un optione en una taberna de Genua y se despertó en Córcega. En su caminar por el monte, los legionarios son vistos por corsos que empezarán a mandar señales para dar aviso en el pueblo.
Llega el aviso a la casa de Hermanocorsix, que avisa a su vez a Ocatarinetabellatchitchix, y este decide que los galos y él habrán de esconderse en la montaña, ya que los romanos se pierden allí.
Escapados ya los galos y el jefe corso, llega al pueblo la expedición encabezada por Cienciainfus.
Cienciainfus llama a la puerta de la casa de Hermanocorsix, y abre su hermana Chipolata. El romano le dice que ha de registrar la casa en nombre del pretor. Hermanocorsix hace entrar en casa a la mujer y se enfrenta con el romano por haber hablado a su hermana. El voluntario acaba huyendo despavorido. 

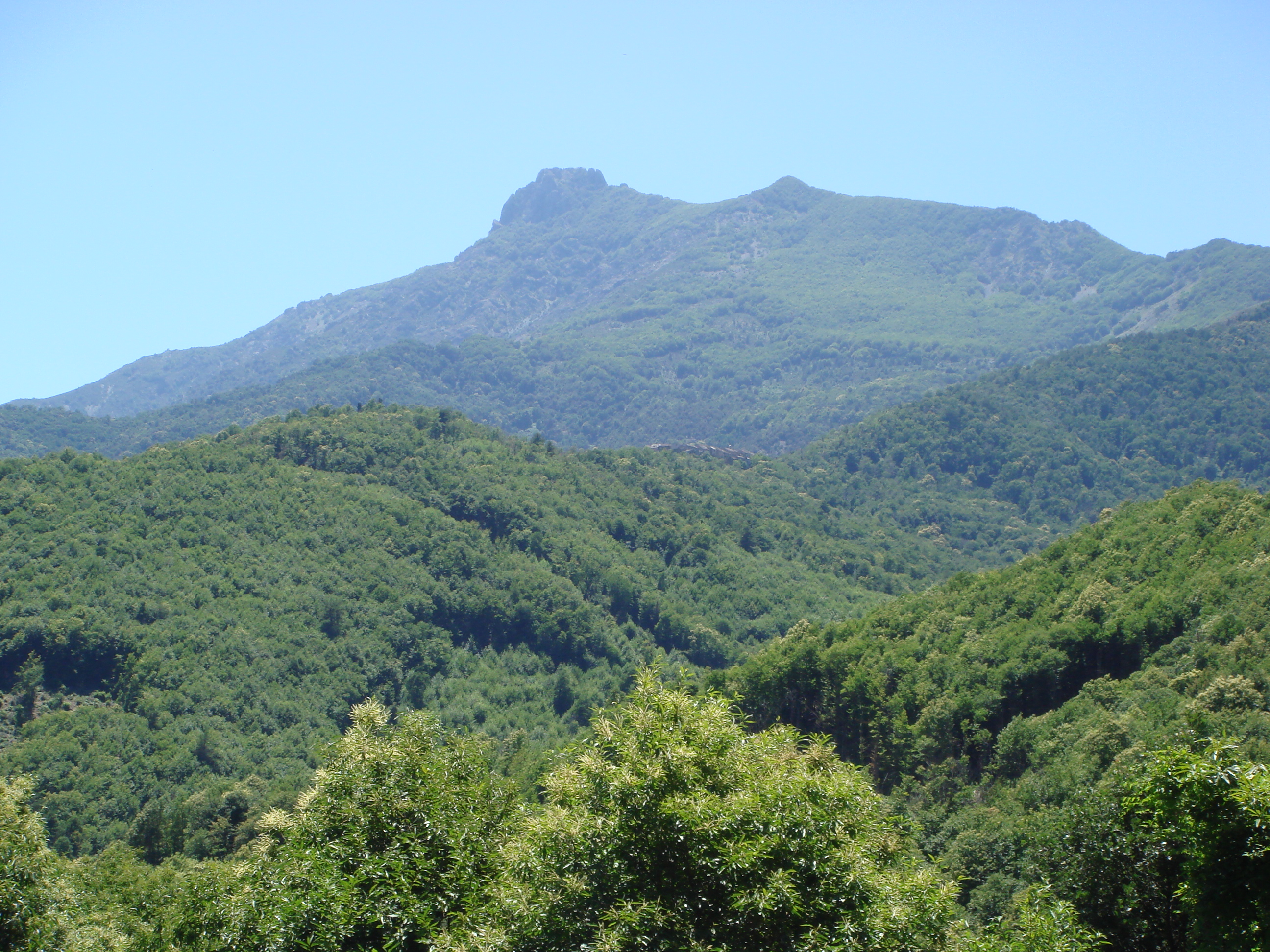
Zona boscosa de Córcega.

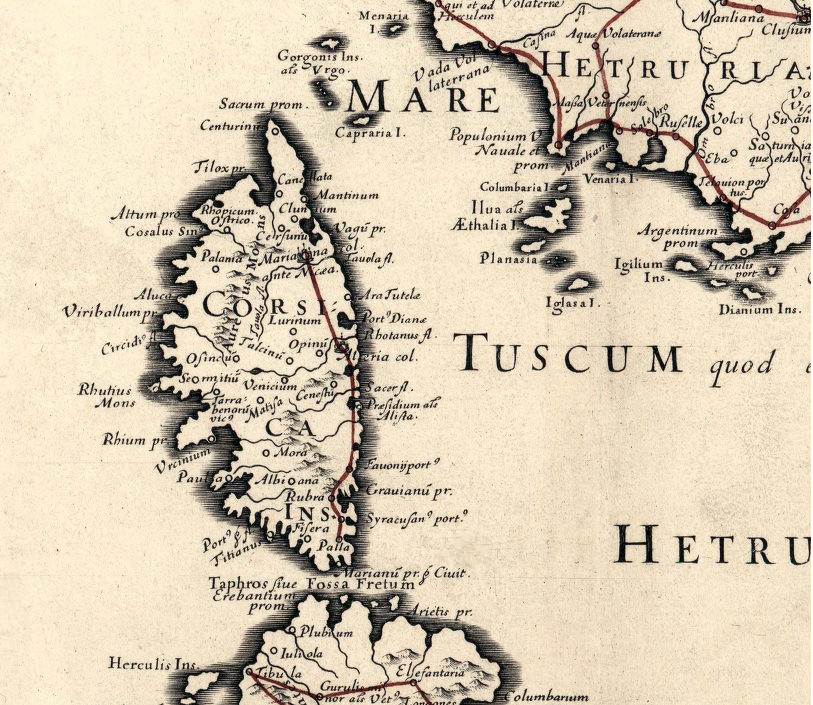
Mapa de Córcega en el que puede verse el trazado de la calzada que iba de Aleria a Mariana. Nicolás Sanson (1600 - 1667), cartógrafo, y Melchior Tavernier (1594 - 1665), grabador: L'Italie suivant les itinéraires romains (Italia siguiendo los itinerarios romanos).

Aun con el susto y suponiendo la compañía que el jefe corso se ha escondido en la montaña, Cienciainfus se empeña en registrarla, y, para su pesar, él y sus hombres se encontrarán con aquello que buscaban. Después, el corso y los dos galos siguen su camino aprovechando para cazar algunos cerdos salvajes, y se refugian en una cueva en espera de los representantes de los otros clanes, que han sido avisados por la gente del pueblo. Los legionarios se han perdido, y alguno clama por una vía romana.
En Aleria, el pretor Sudalagordus recibe en su despacho a Salamix, corso que recibió un golpe que lo dejó atontado y se enroló en la legión. El romano manda al corso que se ocupe de que se vayan sacando del almacén las piezas del botín y se vayan cargando en la galera que hay en el puerto, embarcación que no es sino la nueva nave de los piratas. Para que se lleve a cabo el cometido, Salamix habrá de emplear como mano de obra la que ahora está construyendo la calzada que irá de Aleria a Mariana.
Sudalagordus pretende que la carga se haga en una noche, pero resulta que la mano de obra que estaba construyendo la calzada y ahora ha de hacer su encargo es, claro está, corsa.

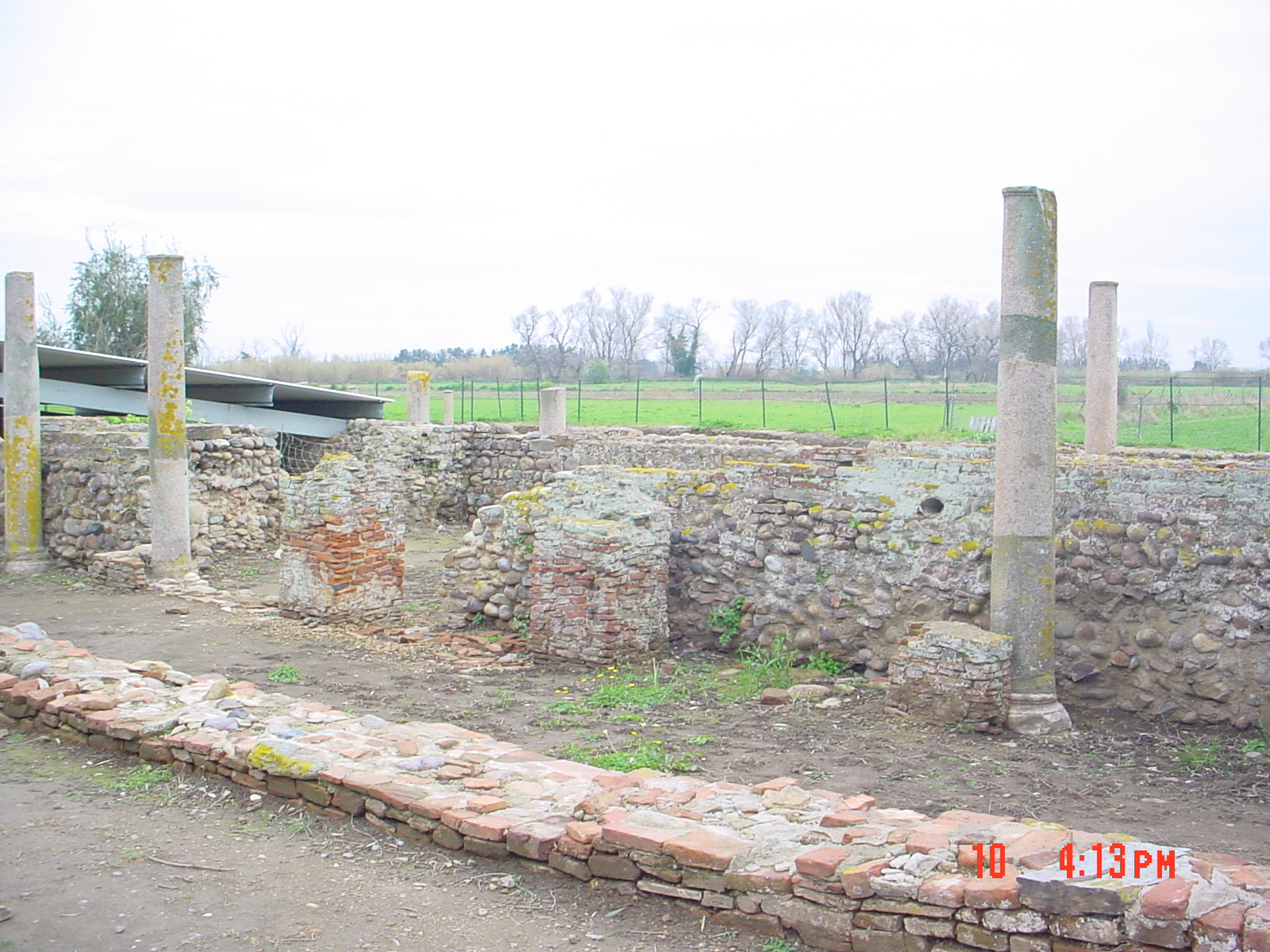
Ruinas de Mariana.

Los representantes de los clanes se han reunido en la cueva con Ocatarinetabellatchitchix, y han acordado atacar Aleria al alba. Así lo hacen, y Astérix y Obélix ven desde la montaña cómo bajan a la llanura muchedumbres de corsos.

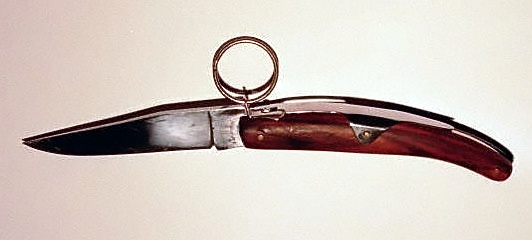
Navaja corsa similar a las que empuñan los personajes de la historieta.

Estando ya los corsos a punto de atacar a los romanos, Figatelix cuestiona el mando de Ocatarinetabellatchitchix. Mientras disputan los dos jefes corsos, Astérix y Obélix emprenden la acción. En poco tiempo, los corsos los secundan. Salamix recibe un golpe de Astérix y, al caer, recupera el juicio y se lanza contra los romanos. Los viejos del pueblo, que se han sentado en los restos de una columna derrumbada, hacen la crónica de la batalla. Terminada ya, Sudalagordus se apresura a subir al barco de los piratas, pero llegan los galos.
Obélix lleva a Sudalagordus ante Ocatarinetabellatchitchix, que le dice que habrá de salvarse con sus hombres para que puedan contarle a César lo que han visto.
Ocatarinetabellatchitchix y Figatelix vuelven a enfrentarse, pero Astérix los convence de que olviden las viejas historias. Los dos jefes corsos hacen las paces. 
Pero tras el banquete de despedida, cuando ya se van los galos, otros dos corsos reclaman a Figatelix que les diga dónde está su primo, pues tienen una rencilla con él.